# 놀러와의 에피소드 목록
아래는 MBC 예능 프로그램 《놀러와》의 에피소드 목록이다.

## 방영 리스트
|  | 본 방송사의 요청으로 인해 일부 회차별 에피소드의 VOD 서비스 추후 제공이 불가능하여, 해당 에피소드들을 삭선 처리하였습니다. |

### 2004년
| 회차 | 방송일    | 주제                      | 게스트                                                  | 비고                                                                                               |
| ---- | --------- | ------------------------- | ------------------------------------------------------- | -------------------------------------------------------------------------------------------------- |
| 1회  | 5월 8일   |                           | 엄정화, 공형진, 지상렬                                  | 놀러와 첫방송, 사진토크 찰칵찰칵, 즉석랭킹 작게작게, 웰빙토크로 코너 구성, 토요일 10시 35분에 방송 |
| 2회  | 5월 15일  |                           | 김C, 신지, 김종민, 이성진, 천명훈                       | |
| 3회  | 5월 22일  |                           | MC몽, 박한별, 신지, 김종민, 이성진, 천명훈              | |
| 4회  | 5월 29일  |                           | 손창민, 김민, 정준호, 김보성                            | 웰빙토크 폐지                                                                                      |
| 5회  | 6월 5일   |                           | 김하늘, 전혜빈, 남상미                                  | |
| 6회  | 6월 12일  |                           | 신현준, 송윤아, 전혜빈                                  | |
| 7회  | 6월 19일  |                           | 박중훈, 차태현                                          | |
| 8회  | 6월 26일  |                           | 초반 부분은 6월 19일 출연진과 동일/연정훈, 임호, 장나라 | |
| 9회  | 7월 3일   |                           | 이현우, 윤종신, 주영훈, 김진                            | |
| 10회 | 7월 10일  |                           | 김정화, 조한선, 강동원, 이청아                          | |
| 11회 | 7월 17일  |                           | 김제동, 윤도현, 강산에, 김C                             | |
| 12회 | 7월 24일  |                           | 임은경, 세븐, 임창정, 권오중                            | |
| 13회 | 7월 31일  |                           | 김효진, 최지우                                          | 8월 7일은 아테네 올림픽 중계로 결방                                                                |
| 14회 | 8월 14일  |                           | 최화정, 이혜영, 정선희, 이상민                          | 8월 21일은 아테네 올림픽 중계로 결방                                                               |
| 15회 | 8월 28일  |                           | 신정환, 김종국, 세븐                                    | |
| 16회 | 9월 4일   |                           | 이경규, 김용만, 조혜련                                  | |
| 17회 | 9월 11일  |                           | 이범수, 류승수, 이혁재                                  | |
| 18회 | 9월 18일  |                           | 차승원, 장서희, 박명수                                  | 9월 25일은 추석 특집으로 결방                                                                      |
| 19회 | 10월 2일  |                           | 윤정수, 전혜빈, 임성언, 임동훈, 최건희                  | |
| 20회 | 10월 9일  |                           | 고수, 소유진, 송지효, 조은숙                            | |
| 21회 | 10월 16일 |                           | 공유, 김선아, 김수로                                    | 스타랭킹 일문백답, 즉석랭킹 눌러줘 임시 신설 / 박명수, 노홍철이 고정으로 합류                      |
| 22회 | 10월 23일 |                           | 조형기, 조혜련, 이승철                                  | |
| 23회 | 10월 30일 |                           | 이수영, 바다                                            | 그 남자 그 여자 신설                                                                               |
| 24회 | 11월 6일  |                           | 염정아, 이지훈                                          | 11월 13일은 특집으로 결방                                                                          |
| 25회 | 11월 20일 |                           | 비, 윤계상, 김민정                                      | |
| 26회 | 11월 27일 |                           | 이승환, 채림, 이기찬                                    | 12월 4일은 특집으로 결방                                                                           |
| 27회 | 12월 11일 |                           | 이경규, 양희은, 박미선                                  | 토요일 저녁 7시로 시간대 변경                                                                      |
| 28회 | 12월 18일 |                           | 이성재, 김현주, 이진                                    | |
| 29회 | 12월 25일 | 크리스마스 10대 가수 특집 | 세븐, 코요태, 비, 이수영, 유노윤호, 시아준수, 믹키유천  | |

### 2005년
| 회차 | 방송일    | 주제                                         | 게스트                                                                    | 비고                                                           |
| ---- | --------- | -------------------------------------------- | ------------------------------------------------------------------------- | -------------------------------------------------------------- |
| 30회 | 1월 1일   | 신년특집 방송                                | 게스트 없이 하이라이트 모음으로만 구성                                    |                                                                |
| 31회 | 1월 8일   | 즉석투표 그 남자 그 여자, 즉석랭킹 점점 크게 | god                                                                       |                                                                |
| 32회 | 1월 15일  | 1월 8일부터 같은 형식으로 진행               | 지석진, 탁재훈                                                            |                                                                |
| 33회 | 1월 22일  | 10대 가수 특집 미공개 방송분 공개            | 휘성, 동방신기, 이민우, 이동건                                            | 토요일 6시 20분에 방송됨                                       |
| 34회 | 1월 29일  |                                              | 신정환, 옥주현, 홍경민                                                    |                                                                |
| 35회 | 2월 5일   |                                              | MC몽, 임창정, 코요태                                                      |                                                                |
| 36회 | 2월 12일  |                                              | 김성주, 정선희, 옥주현, 2월 5일방송분 나머지 진행                         |                                                                |
| 37회 | 2월 19일  |                                              | 2월 12일 출연진과 동일                                                    |                                                                |
| 38회 | 2월 26일  |                                              | 조혜련, 최은경, 이다해, 장나라                                            |                                                                |
| 39회 | 3월 5일   |                                              | 한혜진, 이세은, 김태균                                                    |                                                                |
| 40회 | 3월 12일  |                                              | 공유, 김선아, 남상미                                                      |                                                                |
| 41회 | 3월 19일  |                                              | 한가인, 오지호, 조성모                                                    |                                                                |
| 42회 | 3월 26일  |                                              | 김재원, 유진, 한은정, 이지훈                                              |                                                                |
| 43회 | 4월 2일   |                                              | 박준규, 장근석, 채연, 현영                                                |                                                                |
| 44회 | 4월 9일   |                                              | 김강우, 천정명, 조이진, 김상혁, 이천희                                    |                                                                |
| 45회 | 4월 16일  |                                              | 성시경, 은지원, 정형돈                                                    |                                                                |
| 46회 | 4월 22일  | 개편 특집                                    | 김용만, 김제동, 남희석, 김성주, 김지영                                    | 금요일 밤 9시 55분으로 시간대 변경, 즉석투표는 high&low로 변경 |
| 47회 | 4월 29일  |                                              | 이민우, 리마리오, 빈, 심혜진, 박희진, CAN, 황인영                         | 황당 댓글 달려와, 조용한 교실, 구중(口中)토크 신설             |
| 48회 | 5월 6일   |                                              | 심혜진, 박희진, CAN, 황인영                                               | 회전토크 넘어야 산다 신설, 황당 댓글 달려와 폐지               |
| 49회 | 5월 13일  |                                              | 박상민, 김장훈, 이지현, 박정아, 천명훈,                                   |                                                                |
| 50회 | 5월 20일  |                                              | 윤도현, 채연, 김숙, 별                                                    |                                                                |
| 51회 | 5월 27일  |                                              | 김수로, 채연, 성지루, 이혁재, 윤종신, 이병진, 아유미, 수진                |                                                                |
| 52회 | 6월 3일   |                                              | 5월 27일 출연진과 동일                                                    |                                                                |
| 53회 | 6월 10일  |                                              | 윤종신, 아유미, 이병진                                                    |                                                                |
| 54회 | 6월 17일  |                                              | 이승철, 지상렬, 유리, 박나림, 이지혜                                      |                                                                |
| 55회 | 6월 24일  |                                              | 김성수, 김혜수, 현영, 이재원                                              |                                                                |
| 56회 | 7월 1일   |                                              | 지석진, 김경민, 빽가, 희열다나, 채연                                      | 7월 8일 방송분은 특집방송으로 결방                             |
| 57회 | 7월 15일  |                                              | 박중훈, 황정민, 공효진                                                    |                                                                |
| 58회 | 7월 22일  | 김삼순 스페셜                                | 김선아, 현빈, 정려원, 다니엘 헤니                                         | 김삼순과 관련된 특별한 형식으로 진행                           |
| 59회 | 7월 29일  |                                              | 이범수, 강성연, 컬투                                                      |                                                                |
| 60회 | 8월 5일   |                                              | 김한석, 김현정, 은지원, 채민서, 유선                                      |                                                                |
| 61회 | 8월 12일  |                                              | 클론, 성시경, 사강                                                        |                                                                |
| 62회 | 8월 19일  |                                              | 정형돈, 김인석, 박정아, 조민아, 안혜경                                    |                                                                |
| 63회 | 8월 26일  |                                              | 신현준, 정준하, 박희진, 김영철                                            |                                                                |
| 64회 | 9월 2일   |                                              | 김종서, 김종국, 김늘메, 이아현                                            | 8월 26일편 이어서 방송                                         |
| 65회 | 9월 9일   |                                              | 9월 2일 출연진과 동일                                                     |                                                                |
| 66회 | 9월 16일  |                                              | 김민준, 허준호, 남상미, MC몽, 이의정, 김형준, 김현중, 호범                |                                                                |
| 67회 | 9월 23일  |                                              | 코요태, 김장훈                                                            |                                                                |
| 68회 | 9월 30일  |                                              | 임창정, 정경호, 김창렬, 이재은                                            |                                                                |
| 69회 | 10월 7일  |                                              | 이민기, 이민우, 홍경민, 한혜진                                            |                                                                |
| 70회 | 10월 14일 |                                              | 공형진, 윤도현, 남경주, 최정원, 황보                                      |                                                                |
| 71회 | 10월 21일 |                                              | 엄정화, 이소라, 윤정수, 유니                                              |                                                                |
| 72회 | 10월 28일 |                                              | 10월 21일 출연진과 동일                                                   |                                                                |
| 73회 | 11월 4일  |                                              | 홍록기, 서지영, 오윤아, 현영                                              |                                                                |
| 74회 | 11월 11일 |                                              | 문희준, 장우혁, 타블로, 아이비, 빈                                        |                                                                |
| 75회 | 11월 18일 |                                              | 신정환, 봉태규, 김진                                                      |                                                                |
| 76회 | 11월 25일 |                                              | 이성진, 노유민, 홍진경, 추소영, 문천식                                    |                                                                |
| 77회 | 12월 2일  |                                              | god, 안재모, 윤은혜                                                       |                                                                |
| 78회 | 12월 9일  |                                              | 초반 부분은 12월 2일 출연진과 동일, 그 다음 부분은 안재욱, 차태현, 아유미 | 12월 16일 방송분은 특집으로 결방                               |
| 79회 | 12월 23일 | 크리스마스 특집                              | 김정민, 심은진, 테이, 홍수아                                              | 12월 30일 방송분은 MBC연예대상으로 결방                        |

### 2006년
| 회차  | 방송일    | 주제                                          | 게스트                                                                                      | 비고 |
| ----- | --------- | --------------------------------------------- | ------------------------------------------------------------------------------------------- | --- |
| 80회  | 1월 6일   | 구중토크, 넘어야 산다, 조용한 교실            | 구중토크-안재욱, 차태현, 신지, 아유미 / 넘어야 산다-김종국, 하하, 마야키, 남궁민, 슈        | |
| 81회  | 1월 13일  | 현장토크 물어봐, 넘어야 산다, 사랑의 카운슬링 | 최민수, 이성재, 조성모, 조정린 / 사랑의 카운슬링-신지, 장근석                               | 구중토크, 조용한 교실 코너 폐지 / 넘어야 산다에서 정해진 숫자를 넘지 못하면 총명탕 벌칙 신설 / 사랑의 카운슬링 신설               |
| 82회  | 1월 20일  | (1월 13일부터 4월 7일까지 코너 동일)          | 정준호, 정웅인, 정운택, 한효주                                                              | |
| 83회  | 1월 27일  | 설특집                                        | 이경규, 박준규, 신이, 정형돈, 송호범                                                        | 사랑의 카운슬러 코너 결방 |
| 84회  | 2월 3일   |                                               | 홍경민, 이영아, 윤해영, 이윤석, 장영란 / 사랑의 카운슬러 특별 게스트 - 김수로, 조여정       | |
| 85회  | 2월 10일  |                                               | 박상면, 강성진, 지상렬, 강정화, 조빈                                                        | 현장토크 물어봐 코너로만 진행 |
| 86회  | 2월 17일  |                                               | 2월 10일 출연진과 동일                                                                      | 넘어야 산다 방송, 사랑의 카운슬러 코너 폐지                                                                                       |
| 87회  | 2월 24일  |                                               | fly to the sky, 바다, 이승기, 이루                                                          | |
| 88회  | 3월 3일   |                                               | 박용우, 최강희, 조은지, 김태현, 배슬기                                                      | |
| 89회  | 3월 10일  |                                               | 이수영, 봉태규, 김형준, 박정민, 성은                                                        | |
| 90회  | 3월 17일  |                                               | 최필립, 사강, 오타니 료헤이, 홍록기                                                         | |
| 91회  | 3월 24일  |                                               | 이문식, 김유미, 최여진, 이광호, 천명훈                                                      | |
| 92회  | 3월 31일  |                                               | 정선희, 김태우, 김효진, 김종민                                                              | |
| 93회  | 4월 7일   |                                               | 3월 31일 출연진과 동일                                                                      | |
| 94회  | 4월 14일  |                                               | 신현준, 김수미                                                                              | 저녁 10시로 시간대 변경/ 넘어야 산다, 현장토크 코너 폐지 / 앙케이트 붐붐, 살리고 노래방 코너 신설 / 이름 변경(놀러와 붐으로 변경) |
| 95회  | 4월 21일  | 연예인 애처가 삼인방 특집                     | 김창렬, 김C, 이영하                                                                         | |
| 96회  | 4월 28일  | 연예계 CEO 다 모여라! 특집                    | 박준형, 변정수, 토니안                                                                      | |
| 97회  | 5월 5일   | 주몽 스페셜                                   | 송일국, 김승수, 한혜진                                                                      | 5월 12일 방송분은 월드컵 특집으로 결방                                                                                            |
| 98회  | 5월 19일  |                                               | 김지호, 박건형, 이켠, 조은숙                                                                | 5월 26일 방송분은 특집 방송으로 결방                                                                                              |
| 99회  | 6월 2일   | 히말라야 벡터맨 특집                          | 정웅인, 이상인, 장동직, 김성수, 윤지민                                                      | |
| 100회 | 6월 9일   | 100회 특집                                    | 이경규, 이윤석, 지상렬, 조인성, 이보영, 진구                                                | 6월 16일 부터 2주간 월드컵 중계로 결방                                                                                            |
| 101회 | 6월 30일  | 100회 특집 2탄                                | 6월 9일 출연진과 동일                                                                       | |
| 102회 | 7월 7일   | 여름 특집 공포 토크                           | 이동욱, 이종수, 화요비, 브라이언, 데프콘                                                    | |
| 103회 | 7월 14일  | 바캉스 파티 특집                              | 홍경민, 이영아, 김종서, 이주연                                                              | |
| 104회 | 7월 21일  | 놀러와 난장 특집                              | 환희, 김옥빈, 지현우, 서지혜                                                                | |
| 105회 | 7월 28일  |                                               | 김성주, 찰스, 김종민, 이지현, 서영희                                                        | |
| 106회 | 8월 4일   |                                               | 7월 28일 출연진과 동일                                                                      | |
| 107회 | 8월 11일  |                                               | 현영, 안혜경, 김영철, 아유미                                                                | 이 방송분부터 앙케트 붐붐, 질문토크배틀 코너로 진행                                                                               |
| 108회 | 8월 18일  |                                               | 싸이, 홍록기, 봉만대, 도지원                                                                | |
| 109회 | 8월 25일  |                                               | 유진, 이민기, 이영자, 바다                                                                  | |
| 110회 | 9월 1일   |                                               | 박건형, 이천희, MC몽, 송백경, 프라임                                                        | |
| 111회 | 9월 8일   |                                               | 데프콘, 이정, 붐, LJ, 찰스                                                                  | |
| 112회 | 9월 15일  |                                               | 신현준, 탁재훈, 신이, 공형진                                                                | |
| 113회 | 9월 22일  |                                               | 박준규, 박시연, 조형기, 박경림, 크라운 J                                                    | |
| 114회 | 9월 29일  |                                               | 신해철, 윤도현, 박정아                                                                      | 맛있는 앙케이트 코너 신설, 10월 6일 방송분은 추석특집 프로그램으로 결방 ,                                                         |
| 115회 | 10월 13일 |                                               | 인순이, 이승기, 송은이                                                                      | |
| 116회 | 10월 20일 |                                               | 신지, 주영훈, 배기성                                                                        | |
| 117회 | 10월 27일 |                                               | 옥주현, 손호영, 조여정                                                                      | |
| 118회 | 11월 3일  |                                               | 엄정화, 김태우, 비                                                                          | |
| 119회 | 11월 10일 | 토크 홈런왕                                   | 물방개-봉태규, 김미려, 이정, 김주철, 배슬기/ 불나방-이승철, MC몽, 김재우, 이정현, 남궁은숙  | 토크 홈런왕 신설 |
| 120회 | 11월 17일 | 토크 홈런왕                                   | 물방개-박준규, 하동훈, 김현정, 김미려, 김주철 / 불나방-김재우, 김장훈, 세븐, 천명훈, 이지혜 | |
| 121회 | 11월 24일 | 토크 홈런왕                                   | 물방개-홍경민, 김미려, 전진, 정성호, 이종수 / 불나방-성동일, 김아중, 백보람, 안재환, 김재우 | 12월 1일 방송은 특집방송으로 결방                                                                                                 |
| 122회 | 12월 8일  | 토크 홈런왕                                   | 물방개-정찬우, 지현우, 김지훈, 백보람, 김재우 / 불나방-이계인, 이재용, 김태균, 바다, 정성호 | |
| 123회 | 12월 15일 | 토크 홈런왕                                   | 물방개-MC몽, 싸이, T.O.P, 김재우 / 불나방-신승훈, 성시경, 브라이언, 정성호                  | 각 팀원 게스트 5명에서 4명으로 변경                                                                                               |
| 124회 | 12월 22일 | 토크 홈런왕                                   | 물방개-이범수, 오지호, 지상렬, 바나나 / 손호영, 박준형, 조형기, 김구라                      | 12월 29일 방송분은 MBC연기대상으로 결방                                                                                           |

### 2007년
| 회차  | 방송일    | 주제                       | 게스트                                                                                              | 비고                                                         |
| ----- | --------- | -------------------------- | --------------------------------------------------------------------------------------------------- | ------------------------------------------------------------ |
| 125회 | 1월 5일   | 토크 홈런왕                | 물방개-주영훈, 이정, 김종민, 강인 / 불나방-김을동, 김형자, 이규한, 정성호                           |                                                              |
| 126회 | 1월 12일  | 토크 홈런왕                | 물방개-현영, 이동욱, 전수경, 강인 / 불나방-김현철, 박상민, 백보람, 지드래곤                         |                                                              |
| 127회 | 1월 19일  | 토크 홈런왕                | 물방개-이민우, 서지석, 이윤지, 배슬기 / 불나방-원기준, 장윤정, 안재환, 정성호                       |                                                              |
| 128회 | 1월 26일  | 토크 홈런왕                | 물방개-설경구, 김남주, 김장훈, 김생민 / 불나방-윤종신, 김영철, 김광규, 조정린                       |                                                              |
| 129회 | 2월 2일   | 토크 홈런왕                | 물방개-김혜수, 이민기, 타블로, DJ 투컷 / 불나방-이종혁, 윤진서, 성시경, 조현민                      |                                                              |
| 130회 | 2월 9일   | 토크 홈런왕                | 물방개-이기찬, 이수영, 박경림, (캣츠)한소유/ 불나방-신현준, 권오중, 이한위, (베이비복스 리브)양은지 |                                                              |
| 131회 | 2월 16일  | 토크 홈런왕                | 물방개-이경규, 이계인, 유정현, 김생민/ 불나방-조형기, 조민기, 이주현, 홍경민                        |                                                              |
| 132회 | 2월 23일  | 토크 홈런왕                | 2월 16일 출연자와 동일                                                                              |                                                              |
| 133회 | 3월 2일   | 토크 홈런왕                | 물방개-이윤석, 신정환, 황보라, 백보람 / 불나방-정찬, 이인혜, 이병진, 정형돈                         |                                                              |
| 134회 | 3월 9일   | 토크 홈런왕                | 물방개-이효리, 이루, 하하, 김형준 / 불나방-황보, 김종민, 브라이언, 김현중                           |                                                              |
| 135회 | 3월 16일  | 토크 홈런왕                | 물방개-김성주, 오상진, 최은경, 이정민 / 불나방-이승환, 김진표, 정지찬, 김희철                       |                                                              |
| 136회 | 3월 23일  | 토크 홈런왕                | 물방개-박용우, 민지혜, 홍록기 / 불나방-이기영, 이재훈, 윤정수                                       | 각 팀원 게스트 4명에서 3명으로 변경                          |
| 137회 | 3월 30일  | 토크 홈런왕                | 물방개-이청아, 박기웅, 붐 / 불나방-이영하, 장나라, 최재훈                                           |                                                              |
| 138회 | 4월 6일   | 토크 홈런왕                | 물방개-박신양, 류승수, 홍록기 / 불나방-김창렬, 최필립, 장영란                                       |                                                              |
| 139회 | 4월 13일  | 토크 홈런왕                | 물방개-오광록, 김정화, 양진우 / 불나방-김건모, 이재훈, 신지                                         |                                                              |
| 140회 | 4월 20일  | 토크 홈런왕                | 물방개-채연, 유진, 이윤석/ 불나방-김수미, 안연홍, 홍록기                                            |                                                              |
| 141회 | 4월 27일  | 토크 홈런왕                | 물방개-이현우, 강수지, 홍록기 / 불나방-정찬우, 김태균, 신주아                                       |                                                              |
| 142회 | 5월 4일   | 토크 홈런왕                | 물방개-토니안, 윤정수, 김생민 / 불나방-조연우, 김장훈, 김구라                                       |                                                              |
| 143회 | 5월 11일  | 토크 홈런왕                | 물방개-원기준, 이영은, 이광기 / 불나방-김지영, 송은이, 김영철                                       |                                                              |
| 144회 | 5월 18일  | 토크 홈런왕                | 물방개-이재원, 이병진 / 불나방-김종서, 김효진, 박신혜                                               |                                                              |
| 145회 | 5월 25일  | 토크 왕중왕전 1탄          | 서지석, 류승수, 정찬우, 이윤석, 조형기, 이계인                                                      | 토크 홈런왕 폐지, '커야 이긴다' 코너 신설                    |
| 146회 | 6월 1일   | 토크 왕중왕전 2탄          | 5월 25일 출연진과 동일                                                                              |                                                              |
| 147회 | 6월 8일   | 거침없이 하이킥 스페셜 1탄 | 최민용, 박해미, 김혜성, 서민정, 정일우, 정준하, 신지, 박민영, 김범, 고채민                          |                                                              |
| 148회 | 6월 15일  | 거침없이 하이킥 스페셜 2탄 | 6월 8일 출연진과 동일                                                                               |                                                              |
| 149회 | 6월 22일  | 괌 특집 1탄                | 이계인, 김동완, 황보, 별, 이한위, 재희, 전혜빈, 황지현, 홍록기                                      |                                                              |
| 150회 | 6월 29일  | 괌 특집 2탄                | 6월 22일 출연진과 동일                                                                              |                                                              |
| 151회 | 7월 6일   | 괌 특집 3탄                | 6월 22일 출연진과 동일                                                                              | 박명수가 패널에서 하차함                                     |
| 152회 | 7월 13일  |                            | 윤도현, 김구라                                                                                      | 스타 인라인, 꼴찌탈출 오~예스! 코너 신설, 비공개 녹화로 변경 |
| 153회 | 7월 20일  |                            | 박수홍, 황지현                                                                                      |                                                              |
| 154회 | 7월 27일  |                            | 정준호, 임형준                                                                                      |                                                              |
| 155회 | 8월 3일   |                            | 임창정, 박진희                                                                                      |                                                              |
| 156회 | 8월 10일  |                            | 김동완, 이민우                                                                                      |                                                              |
| 157회 | 8월 17일  |                            | 박수홍, 황지현                                                                                      |                                                              |
| 158회 | 8월 24일  |                            | 신혜성, 채연                                                                                        |                                                              |
| 159회 | 8월 31일  |                            | 남진, 박해미                                                                                        |                                                              |
| 160회 | 9월 7일   |                            | 옥주현, 조여정, 홍경민                                                                              |                                                              |
| 161회 | 9월 14일  |                            | 박경림, 김장훈                                                                                      |                                                              |
| 162회 | 9월 21일  | 무한도전 스페셜            | 박명수, 정형돈, 정준하, 하하                                                                        |                                                              |
| 163회 | 9월 28일  | 무한도전 스페셜            | 9월 21일 출연진과 동일                                                                              |                                                              |
| 164회 | 10월 5일  |                            | 박경림, 김장훈(2탄)                                                                                 | 꼴찌탈출 오~예스 코너가 방석토크 오~예스로 명칭 변경         |
| 165회 | 10월 12일 |                            | 휘성, 현영                                                                                          |                                                              |
| 166회 | 10월 19일 |                            | 도지원, 손현주                                                                                      |                                                              |
| 167회 | 10월 26일 |                            | 박건형, 서현진, 휘성, 현영(2탄)                                                                     |                                                              |
| 168회 | 11월 2일  |                            | 박건형, 서현진(2탄)                                                                                 |                                                              |
| 169회 | 11월 9일  |                            | 이수영, 이루                                                                                        |                                                              |
| 170회 | 11월 16일 |                            | 박진영, 손호영                                                                                      |                                                              |
| 171회 | 11월 23일 |                            | 오만석, 이선균                                                                                      |                                                              |
| 172회 | 11월 30일 |                            | 박진영, 손호영(2탄)                                                                                 | 창사특집 관계로 밤 11시 25분에 방송                          |
| 173회 | 12월 7일  |                            | 장윤정, 은지원                                                                                      |                                                              |
| 174회 | 12월 14일 |                            | 최강희, 정일우, 엄태웅                                                                              | 은지원이 고정 패널 및 MC로 합류                              |
| 175회 | 12월 21일 |                            | 손태영, 장근석                                                                                      |                                                              |
| 176회 | 12월 28일 |                            | 김정은, 문소리, 김지영                                                                              |                                                              |

### 2008년
| 회차  | 방송일    | 주제                               | 게스트                                                                         | 비고                                                           |
| ----- | --------- | ---------------------------------- | ------------------------------------------------------------------------------ | -------------------------------------------------------------- |
| 177회 | 1월 4일   | 김정은, 문소리, 김지영 2탄         | 김정은, 문소리, 김지영                                                         |                                                                |
| 178회 | 1월 11일  |                                    | 이미숙, 김민희, 안소희                                                         |                                                                |
| 179회 | 1월 18일  |                                    | 박용우, 이보영                                                                 |                                                                |
| 180회 | 1월 25일  | 예능인의 밤 특집                   | 윤종신, 솔비                                                                   |                                                                |
| 181회 | 2월 1일   |                                    | 공형진, 최정원                                                                 |                                                                |
| 182회 | 2월 8일   | 설특집                             | 차태현, 박수홍, 홍경민                                                         |                                                                |
| 183회 | 2월 15일  | 설특집 2탄                         | 2월 8일 출연진과 동일                                                          |                                                                |
| 184회 | 2월 22일  |                                    | 김민종, 한고은                                                                 |                                                                |
| 185회 | 2월 29일  |                                    | 서경석, 박정아                                                                 |                                                                |
| 186회 | 3월 7일   |                                    | 한지혜, 이천희                                                                 | 3월 14일 방송분은 다큐멘터리로 대체                            |
| 187회 | 3월 21일  |                                    | 홍은희, 데니안                                                                 |                                                                |
| 188회 | 3월 28일  |                                    | 소유진, 이정                                                                   |                                                                |
| 189회 | 3월 31일  |                                    | 최홍만, 이계인                                                                 | 3월 31일부터 월요일 11시 5분으로 변경, 10분 확대 편성          |
| 190회 | 4월 7일   |                                    | 정선희, 안재환                                                                 |                                                                |
| 191회 | 4월 14일  |                                    | 4월 7일 출연진과 동일                                                          |                                                                |
| 192회 | 4월 21일  |                                    | MC몽, 봉태규                                                                   |                                                                |
| 193회 | 4월 28일  |                                    | 이승환, 이하늘                                                                 |                                                                |
| 194회 | 5월 5일   | 어린이날 특집                      | G-Dragon, T.O.P, 거미                                                          |                                                                |
| 195회 | 5월 12일  | 가정의 달 특집                     | 이경규, 이혁재                                                                 | 5월 19일 방송분은 다큐멘터리 방송으로 대체                     |
| 196회 | 5월 26일  | 가정의 달 특집 2탄                 | 이경규, 이혁재                                                                 |                                                                |
| 197회 | 6월 2일   |                                    | 김선아, 이경실, 고준희                                                         |                                                                |
| 198회 | 6월 9일   | 우리 결혼했어요 특집 1탄           | 앤디, 솔비, 크라운J, 황보, 알렉스, 신애, 서인영, 김현중                        |                                                                |
| 199회 | 6월 16일  | 우리 결혼했어요 특집 2탄           | 6월 9일 출연진과 동일                                                          |                                                                |
| 200회 | 6월 23일  | 200회 특집                         | 송윤아, 엄지원, 강혜정                                                         | 길이 고정으로 합류                                             |
| 201회 | 6월 30일  |                                    | 성시경, 김성주                                                                 |                                                                |
| 202회 | 7월 7일   |                                    | 이성재, 이수경                                                                 |                                                                |
| 203회 | 7월 14일  |                                    | 조형기, 이한위, 박철민                                                         |                                                                |
| 204회 | 7월 21일  | 힙합특집                           | 이하늘, 바비킴, 김진표, 은지원                                                 | 방석토크 폐지, 골방토크 신설                                   |
| 205회 | 7월 28일  |                                    | 엄정화, 이범수, 지상렬                                                         |                                                                |
| 206회 | 8월 4일   |                                    | 이효리, 이기찬, 오상진                                                         |                                                                |
| 207회 | 8월 11일  |                                    | 류승범, 류승완, 임원희                                                         |                                                                |
| 208회 | 8월 18일  |                                    | 쿨, 김건모                                                                     |                                                                |
| 209회 | 8월 25일  | 원조아이돌 특집 왕들의 귀환 1탄    | 문희준, 은지원, 유진, 옥주현, 손호영, 김동완                                   |                                                                |
| 210회 | 9월 1일   | 원조아이돌 특집 왕들의 귀환 2탄    | 8월 25일 출연진과 동일                                                         | 9월 8일 방송분 월화드라마 에덴의 동쪽 1, 2부 연속편성으로 결방 |
| 211회 | 9월 15일  | 추석특집                           | 이덕화, 최병서, 이용식                                                         |                                                                |
| 212회 | 9월 22일  | 빅뱅 특집                          | 빅뱅                                                                           |                                                                |
| 213회 | 9월 29일  | 우리 진~짜 결혼했어요! 1탄         | 주영훈, 이윤미, 박준형, 김지혜, 김종진, 이승신, 이무송, 노사연, 홍서범, 조갑경 |                                                                |
| 214회 | 10월 6일  | 우리 진~짜 결혼했어요! 2탄         | 9월 29일 출연자와 동일                                                         |                                                                |
| 215회 | 10월 13일 |                                    | 공효진, 이종혁                                                                 |                                                                |
| 216회 | 10월 20일 | 절친특집                           | 이정, 진구, 김창렬                                                             |                                                                |
| 217회 | 10월 27일 | 동방신기 특집                      | 동방신기                                                                       |                                                                |
| 218회 | 11월 3일  |                                    | 원더걸스, 김종국, 정시아                                                       |                                                                |
| 219회 | 11월 10일 | 7인의 패셔니스타 특집              | 홍진경, 장윤주, 송경아, 주지훈, 김재욱, 유아인, 최지호                         | 스타 커버 스토리 신설                                          |
| 220회 | 11월 17일 | 종합병원 2 스페셜                  | 김정은, 차태현, 이종원, 류승수                                                 |                                                                |
| 221회 | 11월 24일 | 2008 연예계 총결산 특집            | 이경규, 김구라                                                                 |                                                                |
| 222회 | 12월 1일  | 원조 멜로 스타 특집                | 노주현, 유지인, 이영하, 임예진                                                 |                                                                |
| 223회 | 12월 8일  | 해물특집(해외에서 물 좀 마신 스타) | 박준규, 크라운J, H-유진, 조혜련                                                |                                                                |
| 224회 | 12월 15일 | 로맨틱 가이 특집                   | 이선균, 이민기, 휘성, 알렉스                                                   |                                                                |
| 225회 | 12월 22일 | 크리스마스 스페셜                  | 신승훈, 비, 손담비                                                             | 12월 29일 방송분은 2008 mbc 연예대상으로 대체                  |

### 2009년
| 회차  | 방송일    | 주제                                            | 게스트                                                        | 비고                                           |
| ----- | --------- | ----------------------------------------------- | ------------------------------------------------------------- | ---------------------------------------------- |
| 226회 | 1월 12일  | 대한민국 의리남녀 스페셜                        | 정준호, 정웅인, 한고은, 정운택                                | 1월 5일 방송분은 노조 파업으로 재방송 대체     |
| 227회 | 1월 19일  | AB형 스타 특집                                  | 신현준, 공형진, 이혜영, 조안                                  |                                                |
| 228회 | 1월 26일  | 모사의 달인 특집                                | 배칠수, 조정린, 신봉선, 정종철, 김영철, 성진환                |                                                |
| 229회 | 2월 2일   | 락의 전설                                       | 김태원, 김종서, 신해철, 김C                                   |                                                |
| 230회 | 2월 9일   | 완소남녀(완전 소주를 사랑하는 남녀)스페셜       | 박용하, 박희순, 백지영                                        |                                                |
| 231회 | 2월 16일  | 리포터 4인방 특집                               | 김나영, 김생민, 조영구, 붐                                    |                                                |
| 232회 | 2월 23일  | B형 남자 특집                                   | 임창정, 문희준, 전진, 박현빈                                  |                                                |
| 233회 | 3월 2일   | 충청도 출신 특집                                | 태진아, 김준호, 장동민, 박지헌                                |                                                |
| 234회 | 3월 9일   | 공연의 지존 특집                                | 양희은, 김장훈, 컬투                                          |                                                |
| 235회 | 3월 16일  | 백 투더 90s'                                    | 김건모, 클론, 성대현, 고영욱, 안혜경                          |                                                |
| 236회 | 3월 23일  | 걸스 스페셜                                     | 소녀시대, 카라                                                | 골방 밀착 토크 X                               |
| 237회 | 3월 30일  | A형 특집                                        | 정재용, 황보, 브라이언, 마르코                                |                                                |
| 238회 | 4월 6일   | 러브레터 스페셜                                 | 윤도현, 김제동, 타이거JK, 윤미래                              |                                                |
| 239회 | 4월 13일  | 슈퍼주니어 특집                                 | 슈퍼주니어                                                    |                                                |
| 240회 | 4월 20일  | 줌마렐라가 떴다                                 | 박미선, 이승신, 최은경, 홍지민                                |                                                |
| 241회 | 4월 27일  | 기러기 아빠 특집                                | 유현상, 이광기, 김태원, 김영호                                |                                                |
| 242회 | 5월 4일   | 쌍쌍파티 스페셜                                 | 채림, 엄기준, 김승수, 김정화                                  |                                                |
| 243회 | 5월 11일  | 코미디는 살아있다 특집                          | 홍기훈, 조혜련, 이윤석, 김진수                                |                                                |
| 244회 | 5월 18일  | 토크의 제왕 특집                                | 주영훈, 송은이, 김한석, 유채영, 김지훈, 김석민                |                                                |
| 245회 | 6월 1일   | 내조의 여왕 '완소 3인방' 특집                   | 오지호, 최철호, 윤상현                                        | 5월 25일에는 노무현 전 대통령 애도 관계로 결방 |
| 246회 | 6월 8일   | 탤가맨 특집(탤런트와 가수를 넘나드는 사람 특집) | 손지창, 김민종, 김정민, 이성진                                |                                                |
| 247회 | 6월 15일  | 놀러와 가족의 짝꿍을 소개합니다 1탄             | 박명수, 김정은, 장윤정, 장수원, 타블로, 이현배                |                                                |
| 248회 | 6월 22일  | 놀러와 가족의 짝꿍을 소개합니다 2탄             | 6월 15일과 동일                                               |                                                |
| 249회 | 6월 29일  | 스포츠 마니아 특집                              | 이범수, 김민준, 서도영, 서지석                                |                                                |
| 250회 | 7월 6일   | 왕(王)특집                                      | 유동근, 조민기, 임호, 정태우                                  |                                                |
| 251회 | 7월 13일  | 한국의 오프라 윈프리 스페셜                     | 노사연, 이소라, 현영                                          |                                                |
| 252회 | 7월 20일  | 걸 프렌즈 31 스페셜                             | 이효리, 박시연, 안혜경, 메이비                                |                                                |
| 253회 | 7월 27일  | 플레이 보이즈 스페셜                            | 하정우, 김지석, 김동욱, 최재환                                |                                                |
| 254회 | 8월 3일   | 예능이 낯선 스타들 스페셜                       | 신민아, 박희순, 이민기, 정석용                                |                                                |
| 255회 | 8월 10일  | 별이 빛나는 밤에 40주년 스페셜                  | 이문세, 박경림, 이수영, 김건모, 박미경                        |                                                |
| 256회 | 8월 17일  | 커플 스페셜                                     | 길-박정아, 황정음-김용준                                      |                                                |
| 257회 | 8월 24일  | 산전수전 스페셜                                 | 변우민, 권용운, 성진우, 성대현                                |                                                |
| 258회 | 8월 31일  | god 특집                                        | god                                                           |                                                |
| 259회 | 9월 7일   | 콤비콤비 스페셜                                 | 김종진, 전태관, 박승화, 이세준, 조빈, 이혁                    |                                                |
| 260회 | 9월 14일  | 오누이 특집                                     | 이경실, 이훈, 김태현, 김신영                                  |                                                |
| 261회 | 9월 21일  | 다산 스타 스페셜                                | 김지선, 홍서범, 최란, 안정훈, 이혁재                          | 은지원 하차                                    |
| 262회 | 9월 28일  | 무브먼트 특집                                   | 타이거 JK, 윤미래, 리쌍(개리), 에픽하이, 다이나믹 듀오, Bizzy |                                                |
| 263회 | 10월 5일  | 웃겨야 사는 부부 특집 1탄                       | 김학래・임미숙, 이봉원・박미선, 박준형・김지혜                | 10월 2일은 추석 특집 편성이 있었음             |
| 264회 | 10월 12일 | 웃겨야 사는 부부 특집 2탄                       | 10월 5일 출연진과 동일                                        |                                                |
| 265회 | 10월 19일 | 동기동창 스페셜                                 | 신정환, 고영욱, 홍록기, 이병진, H-유진                        |                                                |
| 266회 | 10월 26일 | S.E.S특집                                       | S.E.S, 김태우, 데니안                                         |                                                |
| 267회 | 11월 2일  | 애국자 스페셜                                   | 김장훈, 싸이                                                  |                                                |
| 268회 | 11월 9일  | 고집왕 특집                                     | 유재상, 안재욱, 김원준                                        |                                                |
| 269회 | 11월 16일 | 개그 여인천하 특집                              | 이영자, 김숙, 강유미, 안영미, 정경미                          |                                                |
| 270회 | 11월 23일 | 미남들의 수다                                   | 김성수, 조연우, 송종호, 조동혁                                |                                                |
| 271회 | 11월 30일 | 동네 친구 특집                                  | 황정민, 박건형, 김제동                                        |                                                |
| 272회 | 12월 7일  | 섹스엔더시티 특집                               | 한채영, 강혜정, 조은지, 허이재                                |                                                |
| 273회 | 12월 14일 | 박진영과 친구들 특집                            | 김형석, 이정진, 데니안                                        |                                                |
| 274회 | 12월 21일 | 크리스마스 싱글 파티 1탄                        | 류승수, 최필립, 임형준, 천명훈, 심은진, 한채아, 가희, 김나영  |                                                |
| 275회 | 12월 28일 | 크리스마스 싱글 파티 2탄                        | 12월 21일 출연진과 똑같음                                     |                                                |

### 2010년
| 회차  | 방송일    | 주제                                  | 게스트                                                               | 비고                                                                                                 |
| ----- | --------- | ------------------------------------- | -------------------------------------------------------------------- | --- |
| 276회 | 1월 4일   | 영광의 승부사                         | 추성훈, 김동현, 김재엽, 김정민                                       | |
| 277회 | 1월 11일  | 영광의 승부사                         | 추성훈, 김동현, 김재엽, 김정민                                       | |
| 278회 | 1월 18일  | 늑대들의 골방                         | 박상면&공형진, 조한선, 지현우                                        | 노홍철이 패널에서 하차함                                                                             |
| 279회 | 1월 25일  | 슈퍼우먼                              | 신애라, 박해미, 오정해                                               | 정가은이 고정으로 합류                                                                               |
| 280회 | 2월 1일   | 라디오 퀸                             | 양희은, 김혜영, 최유라                                               | |
| 281회 | 2월 8일   | 예능 넘버 3                           | 김종민, 천명훈, 김현철, 유세윤, 김태현, 한민관, 이하늘, 길, 정가은   | |
| 282회 | 2월 15일  | 설특집 - 무한걸스                     | 현영, 안영미, 김나영, 솔비, 정주리, 김은정                           | |
| 283회 | 2월 22일  | 가요의 아버지들                       | 유영석, 김현철, 윤종신, 주영훈                                       | |
| 284회 | 3월 1일   | 가요의 아버지들                       | 유영석, 김현철, 윤종신, 주영훈                                       | |
| 285회 | 3월 8일   | 패션 피플                             | 이승연, 이소하, 우종완, 김효진                                       | 정가은 하차                                                                                          |
| 286회 | 3월 15일  | 글로벌 절친                           | 로버트 할리&배기성, 줄리엔 강&이광수, 샘 해밍턴&브라이언             | 김나영 투입                                                                                          |
| 287회 | 3월 22일  | 볼수록 애교만점 단합대회!             | 임하룡, 김성수, 예지원, 최여진, 이규한, 바니                         | |
| 288회 | 4월 5일   | 록의 전설                             | 부활, 백두산, 김흥국, 이윤석                                         | 4월 12일부터 5월 10일까지는 천안함 사태와 mbc 노조 파업으로 결방되거나 다른 프로그램으로 대체되었다. |
| 289회 | 5월 17일  | 슈퍼스타 빅매치 - 프렌즈가 떴다       | 비 & 효리, 안혜경, 손호영, 김광민                                    | |
| 290회 | 5월 24일  | 파란만장 코미디언                     | 엄용수, 김학래, 김정렬, 황기순                                       | |
| 291회 | 5월 31일  | 국위선양 아이돌                       | 원더걸스, 슈퍼주니어                                                 | |
| 292회 | 6월 7일   | 어화둥둥 내 사랑                      | 황정음 ♡ 김용준, 조권 ♡ 가인                                         | |
| 293회 | 6월 14일  | 월드컵 히어로                         | 황선홍, 유상철, 김태영, 조형기, 성대현                               | |
| 294회 | 6월 21일  | 영화 감독 특집                        | 장항준, 장규성, 양익준, 강성진, 김태훈                               | |
| 295회 | 6월 28일  | 뜨거운 형제들 특집                    | 탁재훈, 박명수, 김구라, 한상진, 박휘순, 노유민, 쌈디, 이기광         | |
| 296회 | 7월 5일   | 수상한 삼형제 특집                    | 거미-린-화요비, 하하-MC몽-개리                                       | |
| 297회 | 7월 12일  | 보헤미안 연예인 특집                  | 이상은, 강산에, 바비킴, 하찌                                         | |
| 298회 | 7월 19일  | DJ DOC 스페셜                         | DJ DOC, 원투, 성대현                                                 | |
| 299회 | 7월 26일  | 납량특집 - 공포 호러 픽쳐쇼           | 김수로, 황정음, 지연, 장동민, 김태훈                                 | |
| 300회 | 8월 2일   | 300회 특집                            | 송해, 이상용, 이상벽                                                 | [ 1 ] [ 2 ]                                                                                          |
| 301회 | 8월 9일   | YB 스페셜                             | YB                                                                   | |
| 302회 | 8월 16일  | 올빼미 족                             | 배두나, 이천희, 서지석, 소이현, 강세미                               | |
| 303회 | 8월 23일  | 37.5도 뜨거운 친구들                  | 이경실, 이성미, 정선희, 김제동, 김영철, 김효진                       | |
| 304회 | 8월 30일  | 37.5도 뜨거운 친구들                  | 이경실, 이성미, 정선희, 김제동, 김영철, 김효진                       | |
| 305회 | 9월 6일   | 애인 없어요                           | 엄태웅, 데니안, 바다, 이민정, 이특, 박신혜                           | |
| 306회 | 9월 13일  | 서른, 잔치는 시작됐다                 | 김태희, 양동근, 호란, Bizzy, 김경진                                  | |
| 307회 | 9월 20일  | 한가위특집 - 세시봉 콘서트            | 조영남, 송창식, 윤형주, 김세환                                       | |
| 308회 | 9월 27일  | 한가위특집 - 세시봉 콘서트            | 조영남, 송창식, 윤형주, 김세환                                       | |
| 309회 | 10월 4일  | 부산 사나이                           | 김민준, 김태현, 이창민, 정용화, 쌈디, 김숙                           | |
| 310회 | 10월 18일 | 싸이&성시경 10주년 기념 뻔뻔한 자축쇼 | 싸이, 성시경, 김형석                                                 | |
| 311회 | 10월 25일 | 누난 너무 예뻐                        | 박해미, 김가연, 장영란, 유채영                                       | |
| 312회 | 11월 1일  | 자아도취 클럽 스페셜                  |                                                                      | |
| 313회 | 11월 8일  | 노래하는 괴짜들                       | 이적, 정재형, 장기하, 루시드 폴, 장윤주                              | |
| 314회 | 11월 22일 | 노래하는 괴짜들                       | 이적, 정재형, 장기하, 루시드 폴, 장윤주                              | |
| 315회 | 11월 29일 | 울엄마                                | 김영옥, 나문희, 김수미                                               | |
| 316회 | 12월 6일  | 국민오빠                              | 신승훈, 윤종신, 차태현                                               | |
| 317회 | 12월 13일 | 우린 정말 친했을까                    | 옹달샘팀 : 유세윤, 장동민, 유상무, 엄지공주팀 : 송은이, 김숙, 권진영 | |
| 318회 | 12월 20일 | 신의 목소리                           | 배한성, 양지운, 박일, 송도순, 강희선, 서혜정, 안지환                 | |
| 319회 | 12월 27일 | 트로트 없인 못살아                    | 남진, 송대관, 하춘화, 현숙, 박현빈                                   | |

### 2011년
| 회차  | 방송일           | 주제                                    | 게스트                                               | 비고                 |
| ----- | ---------------- | --------------------------------------- | ---------------------------------------------------- | -------------------- |
| 320회 | 1월 3일          | 지금은 효녀시대                         | 소녀시대                                             |                      |
| 321회 | 1월 10일         | 배우열전 1탄 - 나쁜 아저씨              | 최정우, 김학철, 김병옥, 손병호, 윤제문, 임형준       |                      |
| 322회 | 1월 17일         | 배우열전 2탄 - 바쁜 아저씨              | 이한위, 정보석, 조재현                               |                      |
| 323회 | 1월 24일         | 원조 미녀스타                           | 차화연, 김청, 금보라, 김진아, 김창숙                 |                      |
| 특집  | 1월 31일 2월 1일 | 세시봉 콘서트                           | 조영남, 윤형주, 송창식, 김세환                       |                      |
| 324회 | 2월 7일          | 스타일의 마술사                         | 정윤기, 김성일, 우종완, 서인영, 차예련               |                      |
| 325회 | 2월 14일         | 황혼의 로맨스                           | 이순재, 양택조, 윤소정, 김수미, 김자옥               |                      |
| 326회 | 2월 21일         | 무결점 스타                             | 천정명, 이상윤, 한지혜, 서현진                       |                      |
| 327회 | 2월 28일         | 로열 유부 클럽                          | 독고영재, 안내상, 전노민, 염정아, 전미선             |                      |
| 328회 | 3월 7일          | 결혼 하고 싶은 여자                     | 윤은혜, 박한별, 유인나, 정주리                       |                      |
| 329회 | 3월 14일         | 여고생 일기                             | 아이유, 지연, 루나, 김태우, 케이윌, 윤두준           |                      |
| 330회 | 3월 21일         | 위대한 멘토                             | 김태원, 이은미, 신승훈, 방시혁                       |                      |
| 331회 | 3월 28일         | 위대한 멘토                             | 김태원, 이은미, 신승훈, 방시혁                       |                      |
| 332회 | 4월 4일          | 우리 문젠없어 빅뱅 특집                 | T.O.P, 지드래곤, 태양, 승리                          |                      |
| 333회 | 4월 11일         | 월요예술무대                            | 김광민, 이병우, 윤상                                 |                      |
| 334회 | 4월 18일         | 진짜 남자의 자격                        | 박중훈, 이선균, 이성민, 김정태                       |                      |
| 335회 | 4월 25일         | 이선희와 아이들                         | 이선희, 이승기, 홍경민, 정엽                         |                      |
| 336회 | 5월 2일          | 이선희와 아이들                         | 이선희, 이승기, 홍경민, 정엽                         |                      |
| 337회 | 5월 9일          | 가정의 달 특집 1탄 - 신혼의 아름다워    | 정준호&이하정, 김흥국, 노사연, 양승은                |                      |
| 338회 | 5월 16일         | 인물열전 1탄 - 전유성 뎐                | 전유성, 김학래, 이봉원, 김대범, 안상태               |                      |
| 339회 | 5월 23일         | 가정의 달 특집 2탄 - 왜 사냐건 웃지요   | 이외수, 전영자, 최민수, 강주은                       |                      |
| 340회 | 5월 30일         | 가정의 달 특집 2탄 - 왜 사냐건 웃지요   | 이외수, 전영자, 최민수, 강주은                       | 길이 패널에서 하차함 |
| 341회 | 6월 6일          | 내 안에 자존심 있다                     | 황정민, 김상호, 지상렬                               |                      |
| 342회 | 6월 13일         | 얼굴 없는 가수 노래만 불렀지            | 조관우, 박완규, 김범수, 백청강&이태권                |                      |
| 343회 | 6월 20일         | 개는 내운명                             | 강부자, 김일우, 홍서범, 백지영                       |                      |
| 344회 | 6월 27일         | 파리에서 왔수아                         | 동방신기, 슈퍼주니어, 소녀시대, f(x)                 |                      |
| 345회 | 7월 4일          | 내 노래 마흔살에는                      | 양희은, 양희경, 이성미, 박미선, 송은이               |                      |
| 346회 | 7월 11일         | 애엄마가 너무해                         | 윤손하, 김지영, 박지윤, 김성은                       |                      |
| 347회 | 7월 18일         | 과거 연기를 묻지 마세요                 | 배종옥, 이보영, 윤현숙, 변정수                       |                      |
| 348회 | 7월 25일         | 노래 밖엔 난 몰라                       | 심수봉, 임백천, 이상우                               |                      |
| 349회 | 8월 1일          | 휴가가 필요해                           | 김희철, 이홍기, 쌈디, 상추, 김정모                   |                      |
| 350회 | 8월 8일          | 쨍하고 해뜰날                           | 김부선, 김성수, 김경민, 윤기원                       |                      |
| 351회 | 8월 15일         | 위풍당당 골든 미스〈부러우면 지는거다〉 | 조미령, 김서형, 우희진, 윤지민, 김현숙               |                      |
| 352회 | 8월 22일         | 김수미와 철없는 자식들                  | 김수미, 탁재훈, 신현준, 정준하 & 임형준              |                      |
| 353회 | 8월 29일         | 홍박의 안타까운 녀석들                  | 박명수, 홍진경, 정성호, 조세호 외                    |                      |
| 354회 | 9월 5일          | 벗으라면 벗겠어요                       | 안내상, 윤유선, 박하선, 서지석, 고영욱, 김지원 외    |                      |
| 355회 | 9월 12일         | 가족의 발견                             | 현미, 노사봉, 이무송, 노사연 외                      | 추석 특집            |
| 356회 | 9월 19일         | 커튼콜의 여왕                           | 윤복희, 인순이, 박해미                               |                      |
| 357회 | 9월 26일         | 골찌의 역습                             | 김연우, 김조한, BMK, JK김동욱 & 고영욱               |                      |
| 358회 | 10월 3일         | 록의 전설 3대 기타리스트                | 김도균, 김태원, 신대철 외                            |                      |
| 359회 | 10월 10일        | 연예계 독거남 총출동                    | 김광규, 박완규, 김현철, 윤기원, 김경호, 은정         |                      |
| 360회 | 10월 17일        | 쿨하지 못해 미안해                      | 공형진, 김주혁, 오정세, 이윤지, 이시영               |                      |
| 361회 | 10월 24일        | 안드로메다에서 온 스타                  | 김현중, 은지원, 김지숙, 김도균, 박찬                 |                      |
| 362회 | 10월 31일        | 만리장성을 넘은 스타                    | 장서희, 이정현, 은혁, 동해                           |                      |
| 363회 | 11월 7일         | 나침반 클럽                             | 성동일, 엄태웅, 김정태, 주원, 조재윤                 |                      |
| 364회 | 11월 14일        | 파란만장 싱어송 라이터                  | 조덕배, 강산에, 조규찬(조규찬의 경우 370회까지 출연) |                      |
| 365회 | 11월 21일        | 화끈한 언니들                           | 이경실, 박지영, 정경순                               |                      |
| 366회 | 11월 28일        | 섹시해서 피곤해                         | 홍진희, 김완선, 김지현                               |                      |
| 367회 | 12월 5일         | 위대한 멘토                             | 이승환, 윤상, 윤일상, 박정현                         |                      |
| 368회 | 12월 12일        | 위대한 멘토                             | 이승환, 윤상, 윤일상, 박정현                         |                      |
| 369회 | 12월 26일        | 2011 땡큐 디너쑈                        | 윤도현, 바비킴, 조관우, 김경호                       |                      |

### 2012년
| 회차      | 방송일    | 주제                                     | 게스트                                                                                   | 비고                                                               |
| --------- | --------- | ---------------------------------------- | ---------------------------------------------------------------------------------------- | ------------------------------------------------------------------ |
| 370회     | 1월 2일   | 89학번 전설의 친구들                     | 장진, 장항준, 정웅인, 장현성                                                             |                                                                    |
| 371회     | 1월 9일   | 도련님들 납시오                          | 박용우, 임형준, 오정세, 한정수                                                           | 은지원이 고정 패널 및 보조 MC로 다시 합류                          |
| 372회     | 1월 16일  | 미남의 거룩한 계보                       | 주현, 정보석, 박상민, 김주혁                                                             |                                                                    |
| 373회     | 1월 23일  | 쇼킹 기인열전                            | 이양승, 이박사, 정동남, 전영미, 최현우, 박영준                                           |                                                                    |
| 374회     | 1월 30일  | 쇼킹 기인열전                            | 정동남, 요기 다니엘, 이양승, 이박사, 최형우, 전영미                                      |                                                                    |
| 375회     | 2월 6일   | 쾌걸! 조브라더스                         | 조영남, 조영수                                                                           |                                                                    |
| 376회     | 2월 13일  | 잘 키워줘서 고마워                       | 안문숙, 김민희, 이의정, 이민호, 맹세창                                                   |                                                                    |
| 377회     | 2월 20일  | 황금어장 라디오 스타 특집                | 윤종신, 김구라, 규현                                                                     |                                                                    |
| 378회     | 2월 27일  | 의외로 막둥이들                          | 변영주, 이선균, 김민희, 조성하                                                           |                                                                    |
| 379회     | 3월 5일   | 놀러와 액션 특집                         | 김보성, 정두홍, 정석원, 이상인                                                           |                                                                    |
| 380회     | 3월 12일  | 조연 열전                                | 조춘, 정동남, 김학철, 전원주, 이수나, 이숙                                               |                                                                    |
| 381회     | 3월 19일  | 워킹주부 특집                            | 김나운, 신영일, 설수현, 선우용여, 이승신, 크리스티나                                     |                                                                    |
| 382회     | 3월 26일  | 전설의 라디오 스타 스페셜                | 김기덕, 김광한, 김태훈                                                                   |                                                                    |
| 383회     | 4월 2일   | 여가수 대격돌                            | 강수지, 조갑경, 원미연, 신효범, 수지, 소현, 효민, 보라                                   |                                                                    |
| 384회     | 4월 16일  | 여배우 특집                              | 박정자, 윤석화, 윤소정                                                                   | 4월 9일 방송은 sm콘서트 방송으로 결방                              |
| 385회     | 4월 23일  | 화음 고수 특집                           | 유리상자, 스윗 소로우, 노을                                                              |                                                                    |
| 386회     | 4월 30일  | 화음 고수 특집 2탄                       | 유리상자, 스윗 소로우, 노을                                                              |                                                                    |
| 387회     | 5월 7일   | 쌍둥이 특집                              | 수와 진, 윙크, 허각・허공, 량현량하                                                      |                                                                    |
| 388회     | 5월 14일  | 김장훈 굿바이쇼 특집                     | 김장훈, 싸이                                                                             |                                                                    |
| 389회     | 5월 21일  | 봄바람 남녀특집                          | 김유미, 최송현, 사유리, 지나                                                             |                                                                    |
| 390회     | 5월 28일  | 요리하는 남자                            | 권오중, 이현우, 윤형빈, 려욱, 성민                                                       |                                                                    |
| 391회     | 6월 4일   | 그녀들이 떴다                            | 박보영, 이세영, 조보아, 김유정, 서신애, 김소현                                           |                                                                    |
| 392회     | 6월 11일  | 춤의 고수                                | 최여진, 최은경, 신수지, 김세아, 하주연, 한그루                                           |                                                                    |
| 393회     | 6월 18일  | 무한걸스 특집                            | 송은이, 김숙, 황보, 신봉선, 안영미, 백보람                                               |                                                                    |
| 394회     | 6월 25일  | 나는 귀신을 보았다 스페셜                | 유채영, 임성민, 김지영, 이유진, 유상무                                                   |                                                                    |
| 395회     | 7월 2일   | 살과의 전쟁 스페셜                       | 조은숙, 김지연, 정종철, 윤형빈, 이희경                                                   |                                                                    |
| 396회     | 7월 9일   | 걸들의 전쟁 스페셜                       | 선예, 규리, 빅토리아, 제아, 효성, 효린                                                   |                                                                    |
| 397회     | 7월 16일  | 전유성을 웃겨라 스페셜                   | 전유성, 유상무, 이상준, 예재형, 남창희, 조세호, 안윤상, 추대엽, 황제성, 김유정국, 김민형 |                                                                    |
| 398회     | 7월 23일  | 세기의 아이돌 스페셜                     | 소방차(정원관, 김태형, 이상원), 슈퍼주니어(이특, 예성, 은혁, 신동)                       |                                                                    |
| 399회     | 8월 13일  | 놀러와 썸머 스페셜                       | 구준엽, 쿨, r.ef, 코요태                                                                 | 7월 30일부터 2주간은 런던 올림픽 중계로 결방                       |
| 400회 1탄 | 8월 27일  | 400회 특집 1탄                           | 박명수, 노홍철, 길, 윤도현, 송해, 김태원                                                 | 8월 20일 방송분은 파일럿 프로그램 반지의 제왕으로 결방             |
| 400회 2탄 | 9월 3일   | 400회 특집 2탄                           | 1탄 출연자 6명, 이적, 정동남, 요기 다니엘, 이박사, 이양승, 조영남                        |                                                                    |
| 401회     | 9월 10일  | 개편 특집                                | 트루맨쇼-김응수, 권오중, 박재범, 은지원, 김응수, 방바닥 콘서트-015B                      | 트루맨쇼, 방바닥 콘서트 신설                                       |
| 402회     | 9월 17일  | 트루맨쇼, 방바닥 콘서트(015B) 2탄        | 9월 10일 방송분과 동일                                                                   |                                                                    |
| 403회     | 9월 24일  | 방바닥 콘서트 (들국화)                   | 들국화                                                                                   | 트루맨쇼 결방                                                      |
| 404회     | 10월 1일  | 트루맨쇼, 방바닥 콘서트(들국화) 2탄      | 들국화, 트루맨쇼-고준희                                                                  |                                                                    |
| 405회     | 10월 15일 | 트루맨쇼, 방바닥 콘서트(김영희 pd)       | 김영희, 트루맨쇼-고준희                                                                  | 10월 8일 방송분은 프로야구 준플레이오프 1차전으로 결방             |
| 406회     | 10월 22일 | 트루맨쇼, 방바닥 콘서트(김영희 pd) 2탄   | 김영희, 트루맨쇼-박진희                                                                  |                                                                    |
| 407회     | 10월 29일 | 트루맨쇼, 방바닥 콘서트(구혜선)          | 구혜선, 트루맨쇼-박진희                                                                  |                                                                    |
| 408회     | 11월 5일  | 트루맨쇼, 방바닥 콘서트(유홍준 교수)     | 유홍준, 트루맨쇼-독고영재                                                                |                                                                    |
| 409회     | 11월 12일 | 트루맨쇼, 방바닥 콘서트(유홍준 교수) 2탄 | 유홍준, 트루맨쇼-백지영                                                                  |                                                                    |
| 410회     | 11월 19일 | 트루맨쇼                                 | 백지영, 변진섭, 별                                                                       | 방바닥 콘서트 폐지                                                 |
| 411회     | 12월 3일  | 트루맨쇼,수상한 산장                     | 수상한 산장-은혁, 권오중, 정찬, 광희, 선화, 트루맨쇼-박보영                              | 수상한 산장 신설, 11월 26일 방송분은 박근혜 후보 단독토론으로 결방 |
| 412회     | 12월 17일 | 트루맨쇼,수상한 산장                     | 수상한 산장-정준호, 성동일, 김민정, 박상욱, 트루맨쇼-박보영                              | 12월 10일 방송분은 대통령선거 후보자 2차 토론으로 결방             |
| 413회     | 12월 24일 | 트루맨쇼, 수상한 산장                    | 수상한 산장-박준규, 지상렬, 김종국, 예성, 트루맨쇼-박규리                                | 놀러와 마지막회                                                    |

## 참고 사항
1. ↑  윤주애 (2010년 7월 30일). “300회 특집 '놀러와' 송해, 이상용, 이상벽 '전설의 MC 출연'”. 소비자가 만드는 신문.
2. ↑  김현록 (2010년 7월 19일). “송해 · 이상벽 · 이상용 .. 전설의 MC들 '놀러와' 출연”. 머니투데이 스타뉴스.

## 같이 보기
- 놀러와